# Pedro Garhel
Pedro Garhel (* 26. August 1952 in Puerto de la Cruz, Teneriffa; † 6. Dezember 2005 in La Guancha) war ein spanischer Performancekünstler.

## Werdegang
Pedro Garhel wurde 1952 auf der kanarischen Insel Teneriffa geboren und lebte von 1974 bis 1997 in Madrid. Er interessierte sich zunächst für Malerei und Musik und studierte von 1971 bis 1977 Design. Neben dem Studium widmete er sich einer Ausbildung für experimentellen Tanz.
Pedro Garhel arbeitet seit 1977 zusammen mit Rosa Galindo im Bereich Performance, Installation und seit 1980 als Videokünstler. Zusammen gründeten sie die Gruppe Corps (1977–1984), das Zentrum für experimentelle Videokunst und Performance Espacio „P“ (1981–1997) in Madrid und 1983 die Multimedia- und Sound-Gruppe Depósito Dental.
Garhel und Galindo entwickeln Performances unter Zuhilfenahme religiöser Motive mit den Themen Schmerz, Ekstase und Tod, in Kombination mit Elementen aus dem spanischen Alltag.
Von 1992 bis 1997 war Garhel Professor für Kunst und Informatik an der Fakultät der Künste der Universität Salamanca.
Pedro Garhels Werke waren unter anderem 1987 auf der documenta 8 in Kassel Performance (Dedicato A La Memoria von Garhel und Galindo), im Zentrum für Kunst und Medientechnologie in Karlsruhe, im Museo Reina Sofía in Madrid und Ars Electronica in Linz zu sehen.

## Filmografie
- 1979 Escultura Viva
- 1980 Suite en Blanco
- 1983 Etcetera
- 1990 Solar
- 1984 Power
- 1985 Infinito 5
- 1986 Pelirrojos; Atlanta[7]